# Небезпечні друзі
«Небезпечні друзі» (рос. «Опасные друзья») — радянський художній фільм 1979 року режисера Володимира Шамшуріна про життя ув'язнених.

## Сюжет
Фільм оповідає про побут і звичаї ув'язнених в місцях позбавлення волі. Сюжетна лінія фільму — про долю Юрія Громова (Лев Пригунов), який у віці тридцяти років відбуває покарання в колонії і потрапляє під вплив «авторитетів».

## У ролях
- Лев Пригунов —  Юрій Громов («Студент»)
- Гурген Тонунц —  Павло Григорович Мохов («Лорд»)
- Афанасій Тришкин —  Синіцин («Професор»)
- Володимир Новіков —  Олександр Іванов («Магадан»)
- Олександр Январьов —  Дмитро Буров («Праска»)
- Володимир Носик —  Костянтин Тимофійович Кукушкін («Валет»)
- Володимир Прокоф'єв —  Ільїн («Франт»)
- Володимир Скляров —  Аркадій («Стос»)
- Олексій Ванін —  Сухов, лідер активістів
- Петро Вельямінов —  Микола Калінін, майор, заступник начальника колонії
- Віктор Шульгін —  Сергій Миколайович Соколов, капітан
- Володимир Ферапонтов —  Петро Іванович, полковник, начальник колонії
- Тамара Сьоміна —  медсестра Анна Іванівна, дружина Калініна
- Людмила Гаврилова —  Ніна Василівна, вчителька
- Наталія Гвоздікова —  дівчина Громова
- Любов Соколова —  мати Громова
- Володимир Уан-Зо-Лі —  тайожник
- Руслан Мікаберідзе —  «Сатана», спільник Громова

## Знімальна група
- Режисер — Володимир Шамшурин
- Сценарист — Ігор Рощук
- Оператори — Валентин Піганов, Олексій Темерін
- Композитор — Євген Птичкін
- Художник — Сергій Портной